# 網路驚魂
《網路驚魂》（英語：The Net 2.0）是一部2006年的直接发行DVD的推理驚悚片，由羅伯·考萬編劇和製作，查理斯·維克勒執導。名義上是1995年電影《網路上身》的續集，由他的父親艾文·溫克勒（本片的製片人）執導。故事講述的是一位计算机系统分析師，當她在土耳其找到一份新工作時，發現自己身處身份盗窃、搶劫和謀殺的網路中。

## 剧情
電影以一名年輕女子在伊斯坦堡街頭逃離追捕者的場景開場。她被捕入獄，被指控犯有各種罪行，並受到卡瓦克医生（迪米·阿克貝飾) 的訊問。為了拯救自己，她以一系列倒敘開始了自己的故事。
主人公是年輕的计算机系统分析员霍普·卡西迪（妮基·迪洛許飾）。為了尋找生活中的刺激，她接受了伊斯坦堡的一份高薪工作，在那裡她將首先保護一家俄羅斯公司的互联网网络。她試圖說服男朋友詹姆斯和她一起去，但他不情願，於是她斷絕了他們的關係。當她在一家咖啡館與他交談時，她的笔记本电脑死機然後重新加载。
第二天獨自飛行時，她在網上查看她的銀行賬戶。友好的空中小姐（賽柏內·多梅茲飾) 為她端上香檳，並送給她一個手鐲作為禮物。在她们談話時，她賬戶中的錢逐渐降為零。當霍普到達伊斯坦堡機場時，移民官告訴她，她持有的是旅遊簽證，不能用於工作目的，建議她去美國領事館續簽即將到期的護照。離開機場後，一名出租車司機走近霍普，將她帶到伊斯坦堡的蘇丹艾哈邁德皇宮酒店，他說美國人喜歡住在那裡。霍普开了一個房間，她一躺下，火警就響了，迫使所有人撤離。霍普被告知客人將不得不在外面逗留近一個小時。霍普隨後遇到了一個名叫Z.Z.杰克逊的美國人（琪肯·康納·崔西飾）。她們在公園散步，遇到一個賣圍巾的商人。
霍普回到酒店房間取護照時，發現美國領事館簽發的新護照上寫錯了名字。看來她的身份被盜了。她拜訪了為她提供這份工作的公司，但發現Z.Z.正在那里以霍普·卡西迪的名義工作。她在她的銀行賬戶中發現了40,000,000美元，某些人想要殺了她。所有認識她的人都被發現死亡，包括她在機場遇到的出租車司機（後來發現他是一名警察）。警察和卡瓦克医生不相信她的解釋，並指控她謀殺了出租車司機和現在冒充她的女人Z.Z.。后来她被注射某种药物，使她陷入昏迷。然後她在酒店房間醒來，男友詹姆斯在她身邊。
原來他和卡瓦克博士都是幕後黑手，因為他們想要利用她的技能，以便從俄羅斯軍火商那裡挪用金錢。霍普被帶到銀行取錢，但他們在出去的路上遇到了俄羅斯人。霍普似乎在衝突中喪生，但后来在救護車中醒來。原来，為了讓黑手黨停止追捕她，她伪造了自己的死亡。在她身邊的是那位空姐，她的真实身份是一名國際刑警組織特工，她透露，多虧了她在飛機上給她的手鐲（實際上是一個歸航信標），她的下落一直為警方所知。她帶著新的身份離開伊斯坦堡，享受著回家的頭等艙航班，同时她的笔记本电脑萤幕顯示銀行賬戶餘額為500萬美元。